# Lista de governadores de Santa Catarina
Esta é uma lista de governadores de Santa Catarina.
O estado de Santa Catarina, assim como uma república, é governado por três poderes, todos com sede na capital: o executivo, representado pelo governador, o legislativo, representado pela Assembleia Legislativa de Santa Catarina, e o judiciário, representado pelo Tribunal de Justiça do Estado de Santa Catarina e outros tribunais e juízes. Também é permitida a participação popular nas decisões do governo através de referendos e plebiscitos. A atual constituição do estado foi promulgada em 1989, acrescida das alterações resultantes de posteriores emendas constitucionais. Constituem símbolos estaduais a bandeira, o brasão e o hino.
O poder executivo catarinense está centralizado no governador do estado, que é eleito em sufrágio universal e voto direto e secreto, pela população para mandatos de até quatro anos de duração, e pode ser reeleito para mais um mandato. Ele é o responsável pela nomeação dos secretários de estado, que auxiliam no governo. A sede do governo estadual é o Centro Administrativo do Governo, localizado no bairro florianopolitano de Saco Grande. Antes do Centro Administrativo, foram também sedes do governo o Palácio Cruz e Sousa, que é atualmente a sede do Museu Histórico de Santa Catarina, e o Palácio Santa Catarina, que se tornou sede após o Cruz e Sousa ter sido tombado e tornado museu. Construída em 1952 e inaugurada em 1954, a residência oficial do governador do estado é a Casa d'Agronômica, no bairro florianopolitano de mesmo nome.
Desde o começo do período republicano, assumiu pela primeira vez o governo do estado o militar, engenheiro e diplomata Lauro Müller, que esteve no poder entre 2 de dezembro de 1889 e 24 de agosto de 1890. Foi apenas no ano de 1947 onde ocorreu a posse do primeiro governador eleito por sufrágio universal, Aderbal Ramos da Silva, eleito pela segunda vez para um mandato entre 1956 e 1961. O atual chefe do executivo catarinense é Jorginho Mello, que assumiu o cargo em 1 de janeiro de 2023.
O poder legislativo estadual é unicameral e exercido pela Assembleia Legislativa de Santa Catarina (Palácio Barriga Verde), formada por 40 deputados estaduais, eleitos de forma direta para mandatos quadrienais. Cabe à casa elaborar e votar leis fundamentais à administração e ao executivo, especialmente o orçamento estadual (conhecido como Lei de Diretrizes Orçamentárias). No Congresso Nacional, a representação catarinense é de três senadores e dezesseis deputados federais.
O poder judiciário tem a função de julgar, conforme leis criadas pelo legislativo e regras constitucionais brasileiras, sendo composto por desembargadores, além dos tribunais de júri, juizados especiais e juízes de direito, substitutos e de paz. A maior corte do Poder Judiciário catarinense é o Tribunal de Justiça de Santa Catarina, localizado no Centro Cívico Tancredo Neves. Representações deste poder estão espalhadas pelo território estadual por meio de unidades denominadas de comarcas. De acordo com o Tribunal Superior Eleitoral, Santa Catarina possuía, em novembro de 2016, 5 005 356 eleitores, representando 3,403% do eleitorado brasileiro, o décimo maior do país.
A partir de 1823 a cidade-sede dos três poderes políticos de Santa Catarina é a capital Florianópolis. Antigamente, a denominação da cidade era Nossa Senhora do Desterro, em homenagem à sua santa padroeira. O nome foi alterado durante o término da Revolução Federalista, em 1894, e o povo da cidade ainda contesta essa mudança. A denominação Florianópolis é uma homenagem ao então presidente Floriano Peixoto. Dessa denominação vem a alcunha Floripa, pela qual a cidade é muito famosa. Depois da Revolução de 1930, que começou no Rio Grande do Sul, Santa Catarina foi o estado onde ocorreu a primeira invasão pelas forças que levariam Getúlio Vargas ao poder. Apesar da vitória das forças legais, os florianopolitanos sobreviveram ao domínio gaúcho até o triunfo da revolução no Brasil inteiro. Entre 1930 e 1945, interventores federais governaram o estado. No decorrer destes quinze anos, houve um pequeno período, entre 1935 e 1937, em que o Poder Executivo estadual foi dirigido por um governador eleito, Nereu Ramos, que o Estado Novo manteve como interventor em 1937. Nos anos 1940, uma vasta região do território estadual, a qual continuava quase abandonada e pouco colonizada, o meio e o extremo oeste, começou a ser cada vez mais importante. Essas glebas foram sendo povoadas por gaúchos, colonizadores de outros países e seus filhos, netos e bisnetos brasileiros, que aí avistaram um novo eldorado cheio de prosperidade. Em 1966, assumiu o governador Ivo Silveira, escolhido por voto popular. Após essa época, dois governadores foram eleitos pela Assembleia Legislativa: Colombo Sales e Antônio Carlos Konder Reis; e um por voto popular, Jorge Bornhausen.

## Período colonial (1711-1739)
| Nº | Comandantes da Ilha de Santa Catarina | Imagem | Início do mandato       | Fim do mandato          | Observações                              |
| 1  | Salvador de Sousa Britto              |        | 1° de fevereiro de 1711 | 15 de novembro de 1718  | Capitão-mor da Ilha do Desterro          |
| —  | Bernardo Cavalcanti de Mello          |        | 15 de novembro de 1718  | 1º de fevereiro de 1721 | Vice-Governador Geral da Desterro        |
| 2  | Francisco de Brito Peixoto            |        | 1º de fevereiro de 1721 | 25 de outubro de 1724   | Sargento-Mor de Laguna e Florianópolis   |
| —  | Augusto Xavier de Carvalho            |        | 25 de outubro de 1724   | 13 de junho de 1728     | Vice-Governador Geral da Desterro        |
| 3  | Sebastião Rodrigues de Bragança       |        | 13 de junho de 1728     | 29 de novembro de 1731  | Cabo Militar da Praça de Santos          |
| 4  | Francisco Dias de Mello               |        | 11 de dezembro de 1735  | 28 de maio de 1737      | Sargento da Praça de Santos              |
| 5  | Antônio de Oliveira Bastos            |        | 28 de maio de 1737      | 7 de março de 1739      | Capitão de Infantaria da Praça de Santos |

## Período colonial (1739-1822)
| Nº | Governador da Capitania de Santa Catarina                                                     | Início do mandato                                                                 | Fim do mandato                                                                        |
| 1  | José da Silva Pais Patrício Manuel de Figueiredo Pedro de Azambuja Ribeiro José da Silva Pais | 7 de março de 1739 25 de agosto de 1743 25 de janeiro de 1744 20 de março de 1746 | 25 de agosto de 1743 25 de janeiro de 1744 20 de março de 1746 2 de fevereiro de 1749 |
| 2  | Manuel Escudeiro Ferreira de Sousa                                                            | 2 de fevereiro de 1749                                                            | 25 de outubro de 1753                                                                 |
| 3  | José de Melo Manuel                                                                           | 25 de outubro de 1753                                                             | 7 de março de 1762                                                                    |
| 4  | Francisco Antônio Cardoso de Meneses e Sousa                                                  | 7 de março de 1762                                                                | 12 de julho de 1765                                                                   |
| 5  | Francisco de Sousa e Meneses                                                                  | 12 de julho de 1765                                                               | 5 de setembro de 1775                                                                 |
| 6  | Pedro Antônio da Gama Freitas                                                                 | 5 de setembro de 1775                                                             | 23 de fevereiro de 1777                                                               |
| —  | Domínio espanhol                                                                              | 23 de fevereiro de 1777                                                           | 12 de agosto de 1778                                                                  |
| 7  | Francisco Antônio da Veiga Cabral da Câmara                                                   | 12 de agosto de 1778                                                              | 5 de julho de 1779                                                                    |
| 8  | Francisco de Barros Morais Araújo Teixeira Homem                                              | 5 de julho de 1779                                                                | 7 de julho de 1786                                                                    |
| 9  | José Pereira Pinto                                                                            | 7 de julho de 1786                                                                | 7 de janeiro de 1791                                                                  |
| 10 | Manuel Soares de Coimbra                                                                      | 7 de janeiro de 1791                                                              | 8 de julho de 1793                                                                    |
| 11 | João Alberto Miranda Ribeiro                                                                  | 8 de julho de 1793                                                                | 18 de janeiro de 1800                                                                 |
| —  | Junta governativa catarinense de 1800                                                         | 18 de janeiro de 1800                                                             | 8 de dezembro de 1800                                                                 |
| 12 | Joaquim Xavier Curado                                                                         | 8 de dezembro de 1800                                                             | 3 de junho de 1805                                                                    |
| 13 | Luís Maurício da Silveira                                                                     | 3 de junho de 1805                                                                | 14 de julho de 1817                                                                   |
| 14 | João Vieira Tovar e Albuquerque                                                               | 14 de julho de 1817                                                               | 20 de julho de 1821                                                                   |
| 15 | Tomás Joaquim Pereira Valente                                                                 | 20 de julho de 1821                                                               | 20 de maio de 1822                                                                    |

## Período Imperial
A tabela abaixo indica na primeira coluna o presidente da província, que era nomeado diretamente pelo imperador (de acordo com a constituição brasileira de 1824, artigo 165), aconselhado pelo partido que estivesse no poder (o Partido Conservador ou o Partido Liberal). O presidente da província não tinha um mandato, podendo ser exonerado ou pedir afastamento à revelia. Principalmente devido à esta possibilidade concreta de falta do dirigente diretamente subordinado ao imperador e seu ministério, eram escolhidos pela Assembleia Local seis vice-presidentes, teoricamente aptos a exercer interinamente o cargo vago, até que novo presidente fosse nomeado por Carta Imperial e assumisse o cargo.
| Nº                            | Nome                                     | Imagem | Partido             | Início do mandato       | Fim do mandato          | Observações                                   |
| ----------------------------- | ---------------------------------------- | ------ | ------------------- | ----------------------- | ----------------------- | --------------------------------------------- |
| Primeiro Reinado (1822-1831)  |                                          |        |                     |                         |                         |                                               |
| —                             | Junta governativa catarinense de 1822    |        | —                   | 20 de maio de 1822      | 16 de fevereiro de 1824 | nota 1                                        |
| 1                             | João Antônio Rodrigues de Carvalho       |        | Partido Popular     | 16 de fevereiro de 1824 | 12 de março de 1825     | Presidente nomeado por Carta Imperial         |
| 2                             | Francisco de Albuquerque Melo            |        | Partido Democrático | 12 de março de 1825     | 14 de janeiro de 1830   | Presidente nomeado por Carta Imperial         |
| Período regencial (1831-1840) |                                          |        |                     |                         |                         |                                               |
| 3                             | Miguel de Sousa Melo e Alvim             |        | Partido Democrático | 14 de janeiro de 1830   | 22 de abril de 1831     | Presidente nomeado por Carta Imperial         |
| —                             | Francisco Luís do Livramento             |        | Partido Restaurador | 22 de abril de 1831     | 6 de agosto de 1831     | 1° Vice-Presidente nomeado por Carta Imperial |
| 4                             | Feliciano Nunes Pires                    |        | Partido Restaurador | 6 de agosto de 1831     | 4 de novembro de 1835   | Presidente nomeado por Carta Imperial         |
| 5                             | José Mariano de Albuquerque Cavalcanti   |        | Partido Restaurador | 4 de novembro de 1835   | 28 de maio de 1836      | Presidente nomeado por Carta Imperial         |
| —                             | Francisco Luís do Livramento             |        | Partido Conservador | 28 de maio de 1836      | 24 de janeiro de 1837   | 1° Vice-Presidente nomeado por Carta Imperial |
| 6                             | José Joaquim Machado de Oliveira         |        | Partido Conservador | 24 de janeiro de 1837   | 14 de outubro de 1837   | Presidente nomeado por Carta Imperial         |
| 7                             | João Carlos Pardal                       |        | Partido Conservador | 14 de outubro de 1837   | 17 de agosto de 1839    | Presidente nomeado por Carta Imperial         |
| 8                             | Francisco José de Sousa Soares de Andrea |        | Partido Conservador | 17 de agosto de 1839    | 26 de junho de 1840     | Presidente nomeado por Carta Imperial         |

#### República Juliana
| Nº | Nome                                 | Imagem | Partido             | Início do mandato   | Fim do mandato         | Referências                              |
| -- | ------------------------------------ | ------ | ------------------- | ------------------- | ---------------------- | ---------------------------------------- |
| 1  | David Canabarro                      |        | Partido Farroupilha | 29 de julho de 1839 | 7 de agosto de 1839    | Eleito Governador pelo Colégio Eleitoral |
| 2  | Vicente Ferreira dos Santos Cordeiro |        |                     | 7 de agosto de 1839 | 15 de novembro de 1839 | Eleito Presidente pelo Colégio Eleitoral |

| Nº                          | Nome                                               | Imagem | Partido             | Início do mandato       | Fim do mandato          | Observações                                   |
| --------------------------- | -------------------------------------------------- | ------ | ------------------- | ----------------------- | ----------------------- | --------------------------------------------- |
| Segundo Reinado (1840-1889) |                                                    |        |                     |                         |                         |                                               |
| 9                           | Antero José Ferreira de Brito                      |        | Partido Liberal     | 26 de junho de 1840     | 26 de dezembro de 1848  | Presidente nomeado por Carta Imperial         |
| —                           | Severo Amorim do Vale                              |        | Partido Liberal     | 26 de dezembro de 1848  | 6 de março de 1849      | 3° Vice-Presidente nomeado por Carta Imperial |
| 10                          | Antônio Pereira Pinto                              |        | Partido Liberal     | 6 de março de 1849      | 30 de novembro de 1849  | Presidente nomeado por Carta Imperial         |
| —                           | Severo Amorim do Vale                              |        | Partido Liberal     | 30 de novembro de 1849  | 24 de janeiro de 1850   | 3° Vice-Presidente nomeado por Carta Imperial |
| 11                          | João José Coutinho                                 |        | Partido Conservador | 24 de janeiro de 1850   | 23 de setembro de 1859  | Presidente nomeado por Carta Imperial         |
| —                           | Esperidião Elói de Barros Pimentel                 |        | Partido Conservador | 23 de setembro de 1859  | 21 de outubro de 1859   | 1° Vice-Presidente nomeado por Carta Imperial |
| 12                          | Francisco Carlos de Araújo Brusque                 |        | Partido Conservador | 21 de outubro de 1859   | 17 de abril de 1861     | Presidente nomeado por Carta Imperial         |
| —                           | João José de Andrade Pinto                         |        | Partido Conservador | 17 de abril de 1861     | 26 de abril de 1861     | 3° Vice-Presidente nomeado por Carta Imperial |
| 13                          | Inácio da Cunha Galvão                             |        | Partido Conservador | 26 de abril de 1861     | 17 de novembro de 1861  | Presidente nomeado por Carta Imperial         |
| 14                          | Vicente Pires da Mota                              |        | Partido Conservador | 17 de novembro de 1861  | 25 de setembro de 1862  | Presidente nomeado por Carta Imperial         |
| —                           | João Francisco de Sousa Coutinho                   |        | Partido Liberal     | 25 de setembro de 1862  | 26 de dezembro de 1862  | 1° Vice-Presidente nomeado por Carta Imperial |
| 15                          | Pedro Leitão da Cunha                              |        | Partido Liberal     | 26 de dezembro de 1862  | 19 de dezembro de 1863  | Presidente nomeado por Carta Imperial         |
| —                           | Francisco José de Oliveira                         |        | Partido Liberal     | 19 de dezembro de 1863  | 25 de abril de 1864     | 1° Vice-Presidente nomeado por Carta Imperial |
| 16                          | Alexandre Rodrigues da Silva Chaves                |        | Partido Liberal     | 25 de abril de 1864     | 24 de abril de 1865     | Presidente nomeado por Carta Imperial         |
| —                           | Francisco José de Oliveira                         |        | Partido Liberal     | 24 de abril de 1865     | 16 de agosto de 1865    | 1° Vice-Presidente nomeado por Carta Imperial |
| 17                          | Adolfo de Barros Cavalcanti de Albuquerque Lacerda |        | Partido Liberal     | 16 de agosto de 1865    | 11 de junho de 1867     | Presidente nomeado por Carta Imperial         |
| —                           | Francisco José de Oliveira                         |        | Partido Liberal     | 11 de junho de 1867     | 9 de outubro de 1867    | 1° Vice-Presidente nomeado por Carta Imperial |
| 17                          | Adolfo de Barros Cavalcanti de Albuquerque Lacerda |        | Partido Liberal     | 9 de outubro de 1867    | 23 de maio de 1868      | Presidente nomeado por Carta Imperial         |
| —                           | Francisco José de Oliveira                         |        | Partido Liberal     | 23 de maio de 1868      | 4 de agosto de 1868     | 1° Vice-Presidente nomeado por Carta Imperial |
| —                           | João Francisco de Sousa Coutinho                   |        | Partido Liberal     | 4 de agosto de 1868     | 30 de agosto de 1868    | 2° Vice-Presidente nomeado por Carta Imperial |
| —                           | Carlos de Cerqueira Pinto                          |        | Partido Liberal     | 30 de agosto de 1868    | 11 de janeiro de 1869   | 3° Vice-Presidente nomeado por Carta Imperial |
| 18                          | Carlos Augusto Ferraz de Abreu                     |        | Partido Conservador | 11 de janeiro de 1869   | 11 de agosto de 1869    | Presidente nomeado por Carta Imperial         |
| —                           | Joaquim Xavier Neves                               |        | Partido Conservador | 11 de agosto de 1869    | 22 de novembro de 1869  | 2° Vice-Presidente nomeado por Carta Imperial |
| —                           | Manuel do Nascimento da Fonseca Galvão             |        | Partido Conservador | 22 de novembro de 1869  | 3 de janeiro de 1870    | 1° Vice-Presidente nomeado por Carta Imperial |
| 19                          | André Cordeiro de Araújo Lima                      |        | Partido Conservador | 3 de janeiro de 1870    | 10 de abril de 1870     | Presidente nomeado por Carta Imperial         |
| —                           | Manuel do Nascimento da Fonseca Galvão             |        | Partido Conservador | 10 de abril de 1870     | 11 de abril de 1870     | 1° Vice-Presidente nomeado por Carta Imperial |
| —                           | Manuel Vieira Tosta                                |        | Partido Liberal     | 11 de abril de 1870     | 18 de maio de 1870      | 2° Vice-Presidente nomeado por Carta Imperial |
| 20                          | Francisco Ferreira Correia                         |        | Partido Liberal     | 18 de maio de 1870      | 9 de janeiro de 1871    | Presidente nomeado por Carta Imperial         |
| —                           | Manuel Vieira Tosta                                |        | Partido Liberal     | 9 de janeiro de 1871    | 16 de janeiro de 1871   | 2° Vice-Presidente nomeado por Carta Imperial |
| 21                          | Joaquim Bandeira de Gouveia                        |        | Partido Conservador | 16 de janeiro de 1871   | 7 de janeiro de 1872    | Presidente nomeado por Carta Imperial         |
| —                           | Guilherme Cordeiro Coelho Cintra                   |        | Partido Conservador | 7 de janeiro de 1872    | 15 de junho de 1872     | 1° Vice-Presidente nomeado por Carta Imperial |
| —                           | Inácio Accioli de Almeida                          |        | Partido Conservador | 15 de junho de 1872     | 8 de julho de 1872      | 3° Vice-Presidente nomeado por Carta Imperial |
| 22                          | Delfino Pinheiro de Ulhoa Cintra Júnior            |        | Partido Conservador | 8 de julho de 1872      | 13 de novembro de 1872  | Presidente nomeado por Carta Imperial         |
| —                           | Manuel do Nascimento da Fonseca Galvão             |        | Partido Conservador | 13 de novembro de 1872  | 27 de janeiro de 1873   | 1° Vice-Presidente nomeado por Carta Imperial |
| —                           | Inácio Accioli de Almeida                          |        | Partido Conservador | 27 de janeiro de 1873   | 4 de abril de 1873      | 3° Vice-Presidente nomeado por Carta Imperial |
| 23                          | Pedro Afonso Ferreira                              |        | Partido Conservador | 4 de abril de 1873      | 8 de outubro de 1873    | Presidente nomeado por Carta Imperial         |
| —                           | Luís Ferreira do Nascimento Melo                   |        | Partido Conservador | 8 de outubro de 1873    | 24 de outubro de 1873   | 4° Vice-Presidente nomeado por Carta Imperial |
| 24                          | João Tomé da Silva                                 |        | Partido Conservador | 24 de outubro de 1873   | 23 de abril de 1875     | Presidente nomeado por Carta Imperial         |
| —                           | Luís Ferreira do Nascimento Melo                   |        | Partido Conservador | 23 de abril de 1875     | 7 de agosto de 1875     | 4° Vice-Presidente nomeado por Carta Imperial |
| 25                          | João Capistrano Bandeira de Melo Filho             |        | Partido Liberal     | 7 de agosto de 1875     | 7 de junho de 1876      | Presidente nomeado por Carta Imperial         |
| 26                          | Alfredo d'Escragnolle Taunay                       |        | Partido Conservador | 7 de junho de 1876      | 2 de janeiro de 1877    | Presidente nomeado por Carta Imperial         |
| —                           | Hermínio Francisco do Espírito Santo               |        | Partido Conservador | 2 de janeiro de 1877    | 3 de janeiro de 1877    | 1° Vice-Presidente nomeado por Carta Imperial |
| 27                          | José Bento de Araújo                               |        | Partido Liberal     | 3 de janeiro de 1877    | 14 de fevereiro de 1878 | Presidente nomeado por Carta Imperial         |
| —                           | Joaquim da Silva Ramalho                           |        | Partido Liberal     | 14 de fevereiro de 1878 | 7 de maio de 1878       | 1° Vice-Presidente nomeado por Carta Imperial |
| 28                          | Lourenço Cavalcanti de Albuquerque                 |        | Partido Liberal     | 7 de maio de 1878       | 11 de dezembro de 1878  | Presidente nomeado por Carta Imperial         |
| —                           | Joaquim da Silva Ramalho                           |        | Partido Liberal     | 11 de dezembro de 1878  | 18 de abril de 1879     | 1° Vice-Presidente nomeado por Carta Imperial |
| 29                          | Antônio de Almeida e Oliveira                      |        | Partido Conservador | 18 de abril de 1879     | 10 de maio de 1880      | Presidente nomeado por Carta Imperial         |
| —                           | Manuel Pinto de Lemos                              |        | Partido Conservador | 10 de maio de 1880      | 7 de julho de 1880      | 1° Vice-Presidente nomeado por Carta Imperial |
| 30                          | João Rodrigues Chaves                              |        | Partido Conservador | 7 de julho de 1880      | 9 de março de 1882      | Presidente nomeado por Carta Imperial         |
| —                           | Joaquim Augusto do Livramento                      |        | Partido Conservador | 9 de março de 1882      | 5 de abril de 1882      | 1° Vice-Presidente nomeado por Carta Imperial |
| 31                          | Ernesto Francisco de Lima Santos                   |        | Partido Conservador | 5 de abril de 1882      | 30 de junho de 1882     | Presidente nomeado por Carta Imperial         |
| —                           | Joaquim Augusto do Livramento                      |        | Partido Conservador | 30 de junho de 1882     | 6 de setembro de 1882   | 1° Vice-Presidente nomeado por Carta Imperial |
| 32                          | Antônio Gonçalves Chaves                           |        | Partido Conservador | 6 de setembro de 1882   | 27 de janeiro de 1883   | Presidente nomeado por Carta Imperial         |
| —                           | Manuel Pinto de Lemos                              |        | Partido Conservador | 27 de janeiro de 1883   | 28 de fevereiro de 1883 | 2° Vice-Presidente nomeado por Carta Imperial |
| 33                          | Teodureto Carlos de Faria Souto                    |        | Partido Conservador | 28 de fevereiro de 1883 | 29 de agosto de 1883    | Presidente nomeado por Carta Imperial         |
| 34                          | Francisco Luís da Gama Rosa                        |        | Partido Liberal     | 29 de agosto de 1883    | 9 de setembro de 1884   | Presidente nomeado por Carta Imperial         |
| 35                          | José Lustosa da Cunha Paranaguá                    |        | Partido Conservador | 9 de setembro de 1884   | 22 de junho de 1885     | Presidente nomeado por Carta Imperial         |
| —                           | Manuel Pinto de Lemos                              |        | Partido Conservador | 22 de junho de 1885     | 28 de junho de 1885     | 2° Vice-Presidente nomeado por Carta Imperial |
| 36                          | Antônio Lara de Fontoura Palmeiro                  |        | Partido Liberal     | 28 de junho de 1885     | 29 de setembro de 1885  | Presidente nomeado por Carta Imperial         |
| 37                          | Francisco José da Rocha                            |        | Partido Liberal     | 29 de setembro de 1885  | 20 de maio de 1888      | Presidente nomeado por Carta Imperial         |
| 38                          | Augusto Fausto de Sousa                            |        | Partido Conservador | 20 de maio de 1888      | 13 de fevereiro de 1889 | Presidente nomeado por Carta Imperial         |
| —                           | José Ferreira de Melo                              |        | Partido Conservador | 13 de fevereiro de 1889 | 6 de março de 1889      | 4° Vice-Presidente nomeado por Carta Imperial |
| —                           | Joaquim Elói de Medeiros                           |        | Partido Conservador | 6 de março de 1889      | 26 de junho de 1889     | 2° Vice-Presidente nomeado por Carta Imperial |
| —                           | Abdon Batista                                      |        | Partido Conservador | 26 de junho de 1889     | 19 de julho de 1889     | 1° Vice-Presidente nomeado por Carta Imperial |
| 39                          | Luís Alves Leite de Oliveira Belo                  |        | Partido Liberal     | 19 de julho de 1889     | 17 de novembro de 1889  | Presidente nomeado por Carta Imperial         |

## Período republicano (1889-presente)
No período republicano a província passou a ser denominada estado. Os governantes eram denominados "presidentes do estado" até a Revolução de 1930, quando passaram a ser denominados "governadores do estado". Os governadores passaram a ser eleitos pela população, exceto em situações de exceção, quando os mesmos eram nomeados ou o poder governamental era confiado a juntas governativas provisórias.
| Nº | Governador                            | Imagem                         | Partido                                          | Início do mandato         | Fim do mandato                            | Observações                                                                   |
| -- | ------------------------------------- | ------------------------------ | ------------------------------------------------ | ------------------------- | ----------------------------------------- | ----------------------------------------------------------------------------- |
| —  | Junta governativa catarinense de 1889 |                                | —                                                | 17 de novembro de 1889    | 2 de dezembro de 1889                     | Nomeados por decreto do Presidente Deodoro da Fonseca                         |
| 1  | Lauro Müller                          |                                | Partido Republicano Catarinense PRC              | 2 de dezembro de 1889     | 29 de junho de 1890                       | Nomeado por decreto do Presidente Deodoro da Fonseca                          |
| —  | Gustavo Richard                       | Gustavo_Richard.jpg            | Partido Republicano Catarinense PRC              | 29 de junho de 1890       | 10 de novembro de 1891                    | Vice-Interventor no cargo interinamente                                       |
| —  | Lauro Müller                          |                                | Partido Republicano Catarinense PRC              | 10 de novembro de 1891    | 28 de dezembro de 1891                    | Nomeado por decreto do Presidente Deodoro da Fonseca                          |
| —  | Junta governativa catarinense de 1891 |                                | —                                                | 29 de dezembro de 1891    | 1º de março de 1892                       | Nomeado por decreto do Presidente Floriano Peixoto                            |
| —  | Manuel Joaquim Machado                |                                | Partido Republicano Catarinense PRC              | 1º de março de 1892       | 15 de setembro de 1892                    | Interventor no cargo interinamente                                            |
| 2  | Manuel Joaquim Machado                |                                | Partido Republicano Catarinense PRC              | 15 de setembro de 1892    | 13 de outubro de 1892                     | Nomeado Interventor Federal pelo Presidente Floriano Peixoto                  |
| —  | Eliseu Guilherme da Silva             |                                | Partido Republicano Catarinense PRC              | 13 de outubro de 1892     | 28 de outubro de 1892                     | Vice-Interventor no cargo interinamente                                       |
| —  | Manuel Joaquim Machado                |                                | Partido Republicano Catarinense PRC              | 28 de outubro de 1892     | 18 de junho de 1893                       | Nomeado Interventor Federal pelo Presidente Floriano PeixotoRenunciou o cargo |
| 3  | Eliseu Guilherme da Silva             |                                | Partido Republicano Catarinense PRC              | 18 de junho de 1893       | 22 de abril de 1894                       | Vice-Interventor no cargo definitivamente                                     |
| 4  | Antônio Moreira César                 |                                | Partido Moderador Brasileiro PMB                 | 22 de abril de 1894       | 28 de setembro de 1894                    | Nomeado Interventor Federal pelo Presidente Floriano Peixoto                  |
| 5  | Hercílio Luz                          |                                | Partido Republicano Catarinense PRC              | 28 de setembro de 1894    | 28 de setembro de 1898                    | Governador eleito em sufrágio universal                                       |
| 6  | Felipe Schmidt                        |                                | Partido Republicano Catarinense PRC              | 28 de setembro de 1898    | 28 de setembro de 1902                    | Governador eleito em sufrágio universal                                       |
| 7  | Lauro Müller                          |                                | Partido Republicano Catarinense PRC              | 28 de setembro de 1902    | 6 de março de 1905                        | Governador eleito em sufrágio universal                                       |
| 8  | Vidal Ramos                           |                                | Partido Republicano Catarinense PRC              | 6 de março de 1905        | 28 de setembro de 1906                    | Vice-Governador eleito no cargo de titular                                    |
| —  | Abdon Batista                         |                                | Partido Republicano Catarinense PRC              | 28 de setembro de 1906    | 21 de novembro de 1906                    | Presidente da Assembléia Legislativa no cargo de titular interinamente        |
| 9  | Gustavo Richard                       | Gustavo Richard                | Partido Republicano Catarinense PRC              | 21 de novembro de 1906    | 29 de setembro de 1910                    | Governador eleito em sufrágio universal                                       |
| 10 | Vidal Ramos                           |                                | Partido Republicano Catarinense PRC              | 29 de setembro de 1910    | 28 de outubro de 1914                     | Governador eleito em sufrágio universal                                       |
| 11 | Felipe Schmidt                        |                                | Partido Republicano Catarinense PRC              | 28 de outubro de 1914     | 28 de setembro de 1918                    | Governador eleito em sufrágio universal                                       |
| —  | Lauro Müller                          |                                | Partido Republicano Catarinense PRC              | Renunciou no dia da posse | Renunciou no dia da posse                 | Governador eleito em sufrágio universal                                       |
| 12 | Hercílio Luz                          |                                | Partido Republicano Catarinense PRC              | 28 de setembro de 1918    | 28 de setembro de 1922                    | Vice-Governador eleito no cargo de titular                                    |
| —  | Hercílio Luz                          |                                | Partido Republicano Catarinense PRC              | 28 de setembro de 1922    | 9 de maio de 1924                         | Governador eleito em sufrágio universal                                       |
| 13 | Antônio Pereira Oliveira              |                                | Partido Republicano Catarinense PRC              | 9 de maio de 1924         | 20 de novembro de 1925                    | Vice-Governador eleito no cargo de titular                                    |
| 14 | Antônio Vicente Bulcão Viana          |                                | Partido Republicano Catarinense PRC              | 20 de novembro de 1925    | 28 de setembro de 1926                    | Governador eleito indiretamente pela Assembléia Legislativa                   |
| 15 | Adolfo Konder                         |                                | Partido Republicano Catarinense PRC              | 28 de setembro de 1926    | 29 de setembro de 1930                    | Governador eleito em sufrágio universal                                       |
| 16 | Fúlvio Aducci                         |                                | Partido Republicano Catarinense PRC              | 29 de setembro de 1930    | 25 de outubro de 1930                     | Governador eleito em sufrágio universal                                       |
| 17 | Ptolomeu de Assis Brasil              |                                | Aliança Liberal AL                               | 25 de outubro de 1930     | 26 de outubro de 1932                     | Interventor nomeado pelo governo federal                                      |
| 18 | Rui Zobaran                           |                                | Aliança Liberal AL                               | 26 de outubro de 1932     | 19 de abril de 1933                       | Interventor nomeado pelo governo federal                                      |
| 19 | Aristiliano Ramos                     |                                | Partido Progressista PP                          | 19 de abril de 1933       | 1º de maio de 1935                        | Interventor nomeado pelo governo federal                                      |
| 20 | Nereu Ramos                           |                                | Partido Liberal Catarinense PLC                  | 1º de maio de 1935        | 16 de novembro de 1937                    | Governador eleito indiretamente pela Assembléia Legislativa                   |
| —  | Nereu Ramos                           |                                | Aliança Liberal AL                               | 16 de novembro de 1937    | 6 de novembro de 1945                     | Interventor nomeado pelo governo federal                                      |
| 21 | Luís Gallotti                         |                                | Partido Social Democrático PSD                   | 6 de novembro de 1945     | 8 de fevereiro de 1946                    | Interventor nomeado pelo governo federal                                      |
| 22 | Udo Deeke                             |                                | Partido Social Democrático PSD                   | 8 de fevereiro de 1946    | 26 de março de 1947                       | Interventor nomeado pelo governo federal                                      |
| 23 | Aderbal Ramos da Silva                |                                | Partido Social Democrático PSD                   | 26 de março de 1947       | 31 de janeiro de 1951                     | Governador eleito em sufrágio universal                                       |
| 24 | Irineu Bornhausen                     |                                | União Democrática Nacional UDN                   | 31 de janeiro de 1951     | 31 de janeiro de 1956                     | Governador eleito em sufrágio universal                                       |
| 25 | Jorge Lacerda                         |                                | Partido de Representação Popular PRP             | 31 de janeiro de 1956     | 16 de junho de 1958                       | Governador eleito em sufrágio universal, morto em acidente aéreo              |
| 26 | Heriberto Hülse                       |                                | União Democrática Nacional UDN                   | 16 de junho de 1958       | 31 de janeiro de 1961                     | Vice-Governador eleito no cargo de titular                                    |
| 27 | Celso Ramos                           |                                | Partido Social Democrático PSD                   | 31 de janeiro de 1961     | 31 de janeiro de 1966                     | Governador eleito em sufrágio universal                                       |
| 28 | Ivo Silveira                          |                                | Aliança Renovadora Nacional ARENA                | 31 de janeiro de 1966     | 15 de março de 1971                       | Governador eleito em sufrágio universal                                       |
| 29 | Colombo Salles                        |                                | Aliança Renovadora Nacional ARENA                | 15 de março de 1971       | 15 de março de 1975                       | Governador eleito indiretamente pela Assembléia Legislativa                   |
| 30 | Antônio Carlos Konder Reis            |                                | Aliança Renovadora Nacional ARENA                | 15 de março de 1975       | 15 de março de 1979                       | Governador eleito indiretamente pela Assembléia Legislativa                   |
| 31 | Jorge Bornhausen                      |                                | Partido Democrático Social PDS                   | 15 de março de 1979       | 14 de maio de 1982                        | Governador eleito indiretamente pela Assembléia Legislativa                   |
| 32 | Henrique Córdova                      |                                | Partido Democrático Social PDS                   | 14 de maio de 1982        | 15 de março de 1983                       | Vice-Governador eleito no cargo de titular                                    |
| 33 | Esperidião Amin                       |                                | Partido Democrático Social PDS                   | 15 de março de 1983       | 15 de março de 1987                       | Governador eleito em sufrágio universal                                       |
| 34 | Pedro Ivo Campos                      |                                | Partido do Movimento Democrático Brasileiro PMDB | 15 de março de 1987       | 27 de fevereiro de 1990                   | Governador eleito em sufrágio universal, faleceu no cargo                     |
| 35 | Casildo Maldaner                      |                                | Partido do Movimento Democrático Brasileiro PMDB | 27 de fevereiro de 1990   | 15 de março de 1991                       | Vice-Governador eleito no cargo de titular                                    |
| 36 | Vilson Kleinübing                     |                                | Partido da Frente Liberal PFL                    | 15 de março de 1991       | 6 de abril de 1994                        | Governador eleito em sufrágio universal                                       |
| 37 | Antônio Carlos Konder Reis            |                                | Partido Progressista Reformador PPR              | 6 de abril de 1994        | 1º de janeiro de 1995                     | Vice-Governador eleito no cargo de titular                                    |
| 38 | Paulo Afonso Vieira                   |                                | Partido do Movimento Democrático Brasileiro PMDB | 1º de janeiro de 1995     | 1º de janeiro de 1999                     | Governador eleito em sufrágio universal                                       |
| 39 | Esperidião Amin                       |                                | Partido Progressista Brasileiro PPB              | 1º de janeiro de 1999     | 1º de janeiro de 2003                     | Governador eleito em sufrágio universal                                       |
| 40 | Luiz Henrique da Silveira             |                                | Partido do Movimento Democrático Brasileiro PMDB | 1º de janeiro de 2003     | 9 de abril de 2006                        | Governador eleito em sufrágio universal                                       |
| —  | Eduardo Moreira                       |                                | Partido do Movimento Democrático Brasileiro PMDB | 9 de abril de 2006        | 1º de janeiro de 2007                     | Vice-Governador eleito no cargo de titular interinamente                      |
| —  | Luiz Henrique da Silveira             |                                | Partido do Movimento Democrático Brasileiro PMDB | 1º de janeiro de 2007     | 25 de março de 2010                       | Governador reeleito em sufrágio universal                                     |
| 41 | Leonel Pavan                          |                                | Partido da Social Democracia Brasileira PSDB     | 25 de março de 2010       | 1º de janeiro de 2011                     | Vice-Governador eleito no cargo de titular                                    |
| 42 | Raimundo Colombo                      |                                | Democratas DEM                                   | 1º de janeiro de 2011     | 1° de janeiro de 2015                     | Governador eleito em sufrágio universal                                       |
| 42 | Raimundo Colombo                      | Partido Social Democrático PSD | 1° de janeiro de 2015                            | 5 de abril de 2018        | Governador reeleito em sufrágio universal |                                                                               |
| 43 | Eduardo Moreira                       |                                | Partido do Movimento Democrático Brasileiro PMDB | 5 de abril de 2018        | 1 de janeiro de 2019                      | Vice-Governador eleito no cargo de titular                                    |
| 44 | Carlos Moisés                         |                                | Partido Social Liberal PSL                       | 1 de janeiro de 2019      | 1 de janeiro de 2023                      | Governador eleito em sufrágio universal                                       |
| 45 | Jorginho Mello                        |                                | Partido Liberal PL                               | 1 de janeiro de 2023      | Em exercício                              | Governador eleito em sufrágio universal                                       |